# Slovo 21
Slovo 21 (anglicky Word 21) je nestátní nezisková organizace, která byla založena v roce 1999 v Praze. Jeho výkonnou ředitelkou je Jelena Silajdžić.

## Popis
Zabývá se realizací vzdělávacích a kulturních projektů a pracuje zejména s 2 cílovými skupinami - romskou komunitou a cizinci žijícími v ČR. Mezi hlavní cíle sdružení patří ochrana lidských práv, budování tolerance vůči minoritám, boj proti rasismu a xenofobii, podpora vzdělávání a zaměstnávání a integrace menšin. Slovo 21 realizuje projekty na území celé České republiky. Mezi nejvýznamnější projekty organizace patří světový romský festival Khamoro, integrační projekt pro cizince Rodina Odvedle, Podpora zaměstnávání Romů v Praze, Manushe (projekt pro nízkokvalifikované romské ženy), bulletin Slovo pro cizince a o cizincích a další.